# Skanzen Pertoltice
Skanzen Pertoltice je skanzen lidových staveb v Pertolticích. Zpřístupněn je objekt Haslerova domu a  místní kovárna z roku 1983.

## Popis skanzenu
Jeho jádrem jsou historické stavby zachované na původním místě. První stavbou je patrový hrázděný, původně podstávkový dům, dle dendrochronologie dřevěné konstrukce byly stromy smýceny v letech 1656–1657 a se stavebními detaily z druhé poloviny 18. století. Příslušenstvím tohoto domu je novodobá stodola z režného cihlového zdiva. Část expozice v domě je cílená na období 2. poloviny 19. století, kdy byl dům – dle tehdejších majitelů – nazýván Haslerovým (čp. 198). Druhou stavbou je zděná vesnická kovárna postavená roku 1893, součástí je expozice vesnické kovárny z roku 1911.

## Historie skanzenu
Práce na vytvoření skanzenu se začaly v květnu roku 2010. První zpřístupněnou stavbou byl Haslerův dům, k jehož otevření došlo 27. května 2012. Vesnická kovárna byla zpřístupněna v roce 2013. V roce 2012 byl Haslerův dům Ministerstvem kultury České republiky prohlášen kulturní památkou České republiky.

## Koncepce skanzenu
Základní myšlenkou je tzv. památkářská koncepce skanzenu – zachování a ochrana památek lidové architektury na jejich původním místě v lokalitě obce Pertoltice u Frýdlantu a doplnění těchto staveb expozicí spojenou s původní stavbou, jejími majiteli a nejbližším regionem. Důraz při ochraně staveb je kladen na odborný přístup a minimalizaci zásahů do staveb. Opravy jsou prováděny po podrobné dokumentaci, přičemž snahou je zachovat jejich původní autenticitu a věrohodnost. Součásti expozice života na vesnici je vaření v černé kuchyni a pečení chleba.
V roce 2014 byla usedlost čp. 198 oceněna Památkou roku 2013 v Libereckém kraji.